# 3582 Cyrano
3582 Cyrano eller 1986 TT5 är en asteroid i huvudbältet som upptäcktes den 2 oktober 1986 av den Schweiziska astronomen Paul Wild vid Observatorium Zimmerwald. Den har fått sitt namn efter den franske dramatikern Cyrano de Bergerac.
Asteroiden har en diameter på ungefär 15 kilometer och den tillhör asteroidgruppen Eos.